# 37P/Forbes
37P/Forbes è una cometa periodica appartenente alla famiglia delle comete gioviane, è stata scoperta dall'astrofilo sudafricano Alexander Forbes Irvine Forbes.